# Pierre Larchier
Pierre Larchier, né le 15 juillet 1947 à Lyon,, est un lugeur français, licencié au Football Club de Lyon.

## Palmarès
Il fut notamment champion de France de luge de course, en 1971 et en 1972. Il a participé aux Jeux olympiques de 1968 puis de 1972 (il termine 36e).